# Шахова олімпіада 1950
9-та шахова олімпіада відбулася в місті Дубровнику з 20 серпня по 11 вересня 1950 року за участю 16 країн. На олімпіаді було зіграно 480 партій.

## Історія
Після закінчення війни ФІДЕ відновила свою діяльність. Був обраний новий президент - Ф. Рогард, питання про відродження Олімпіад, було піднято в 1948 році на XIX конгресі ФІДЕ в Сальтшобадені. Пропозиція надійшла від югославського делегата, який заявив, що Шахова федерація Югославії згодна організувати перший післявоєнний «Турнір націй». Це було досить несподівано, так як Югославія під час війни зазнала великих матеріальних втрат і в цей час тільки робила перші кроки по відновленню зруйнованої інфраструктури. Після жвавої дискусії було прийнято рішення, що ФІДЕ має вивчити пропозицію югославської сторони і до наступного конгресу підготує відповідні рекомендації.
На наступному конгресі ФІДЕ в Парижі в 1949 році знову обговорювалася пропозиція про відновлення проведення Олімпіад. Особливих дискусій цього разу не було і було прийнято рішення, що 9-я олімпіада відбудеться в Югославії в 1950-му році.
Шахова федерація Югославії отримала велику підтримку від держави, яка взяла на себе витрати з підготовки і проведення змагань. У самій країні багато міст висловили бажання провести в себе змагання, але вибір впав на Дубровник - курорт на Адріатичному морі. Через велику кількість пам'яток в старовинному місті, Олімпіада мала стати доброю рекламою для туристів. Для проведення турніру були виділені три зали в музеї «Галерея мистецтв».
-
Помітно покращився регламент: один тур на день, на кожний третій день догравали відкладені партії. Вперше дозволялося мати двох, а не одного, запасних, але цим правом скористалися далеко не всі. Деякі команди приїхали взагалі неповними складами (Чилі і Перу). У порівнянні з минулими Олімпіадами у складах команд відбулися помітні зміни. М. Найдорф який виступав до війни за команду Польщі цього разу очолював збірну Аргентини. 63-річний С. Тартаковера, найстаріший учасник Олімпіади, який також до війни грав за збірну Польщі, представляв на цьому змаганні Францію (під час війни він брав участь у французькому русі Опору); починаючи з 1930 року він не пропустив жодної Олімпіади. Єдина жінка на турнірі - Ш. Шоде де Сілан виступала за Францію (відомо, що в 13-му турі вона виграла у сильного голландського майстра Крамера). Склад збірної Швеції майже повністю змінився. Г. Штальберг ще не повернувся з Аргентини і в змаганні участі не брав.
Вже з перших турів було помітно, що команди не мають у своєму складі зіркових імен, але цей недолік був компенсований командною грою. Починаючи з п'ятого туру господарі змагання пішли у відрив. У трьох матчах (5-7 тури) вони віддали лише пів-очка і після сьомого туру очолювали таблицю з 23 ½ балами, другі були аргентинці - 20 очок. Ця Олімпіада визначила нову розстановку сил у шаховому світі. Після цієї Олімпіади (до 1974 року включно) збірна Югославії тільки один раз не потрапляла до числа призерів, а збірна Аргентини за цей же час тричі була другою і двічі третьою.

## Результати
- Очки — сума набраних очок усіма шахістами (1 за перемогу шахіста, ½ за нічию, 0 — за поразку);
- КО — неофіційні командні очки (КПер — перемога команди, КНіч — нічия, КПор —поразка), набрані всією командою (2 за перемогу команди, 1 — нічия, 0 — поразка).

| Місце | Команда    | 1  | 2  | 3  | 4  | 5  | 6  | 7  | 8  | 9  | 10 | 11 | 12 | 13 | 14 | 15 | 16 | Очки | КО | КПер | КНіч | КПор |
| ----- | ---------- | -- | -- | -- | -- | -- | -- | -- | -- | -- | -- | -- | -- | -- | -- | -- | -- | ---- | -- | ---- | ---- | ---- |
| 1     | Югославія  | ×  | 1½ | 3  | 2  | 2½ | 3  | 2  | 2  | 3½ | 3  | 3  | 4  | 4  | 4  | 4  | 4  | 45½  | 25 | 11   | 3    | 1    |
| 2     | Аргентина  | 2½ | ×  | 2  | 1½ | 1½ | 4  | 3  | 3  | 2½ | 2½ | 3½ | 3½ | 4  | 3½ | 3½ | 3  | 43½  | 25 | 12   | 1    | 2    |
| 3     | ФРН        | 1  | 2  | ×  | 1½ | 3  | 2½ | 2½ | 2½ | 3  | 3  | 4  | 3  | 3  | 2  | 3½ | 4  | 40½  | 24 | 11   | 2    | 2    |
| 4     | США        | 2  | 2½ | 2½ | ×  | 2  | 2½ | 2  | 3½ | 2  | 2½ | 2½ | 3  | 3  | 2½ | 4  | 3½ | 40   | 26 | 11   | 4    | 0    |
| 5     | Нідерланди | 1½ | 2½ | 1  | 2  | ×  | 1½ | 2½ | 2½ | 2  | 2  | 2  | 3½ | 3½ | 2½ | 4  | 4  | 37   | 20 | 8    | 4    | 3    |
| 6     | Бельгія    | 1  | 0  | 1½ | 1½ | 2½ | ×  | 2½ | 2  | 2  | 3  | 3½ | 1½ | 3½ | 3  | 1½ | 3  | 32   | 16 | 7    | 2    | 6    |
| 7     | Австрія    | 2  | 1  | 1½ | 2  | 1½ | 1½ | ×  | 2½ | 2  | 1½ | 2½ | 1½ | 2  | 3  | 3½ | 3½ | 31½  | 14 | 5    | 4    | 6    |
| 8     | Чилі       | 2  | 1  | 1½ | ½  | 1½ | 2  | 1½ | ×  | 2  | 2½ | 2  | 3  | 2½ | 2½ | 4  | 2  | 30½  | 15 | 5    | 5    | 5    |
| 9     | Франція    | ½  | 1½ | 1  | 2  | 2  | 2  | 2  | 2  | ×  | ½  | 1  | 2½ | 2½ | 2  | 3½ | 3½ | 28½  | 14 | 4    | 6    | 5    |
| 10    | Фінляндія  | 1  | 1½ | 1  | 1½ | 2  | 1  | 2½ | 1½ | 3½ | ×  | ½  | 3  | 1½ | 2  | 3  | 2½ | 28   | 12 | 5    | 2    | 8    |
| 11    | Швеція     | 1  | ½  | 0  | 1½ | 2  | ½  | 1½ | 2  | 3  | 3½ | ×  | 1½ | 2  | 3  | 2  | 3½ | 27½  | 12 | 4    | 4    | 7    |
| 12    | Італія     | 0  | ½  | 1  | 1  | ½  | 2½ | 2½ | 1  | 1½ | 1  | 2½ | ×  | 3  | 3½ | 2  | 2½ | 25   | 13 | 6    | 1    | 8    |
| 13    | Данія      | 0  | 0  | 1  | 1  | ½  | ½  | 2  | 1½ | 1½ | 2½ | 2  | 1  | ×  | 2  | 3  | 3½ | 22   | 9  | 3    | 3    | 9    |
| 14    | Перу       | 0  | ½  | 2  | 1½ | 1½ | 1  | 1  | 1½ | 2  | 2  | 1  | ½  | 2  | ×  | 3  | 2  | 21½  | 7  | 1    | 5    | 9    |
| 15    | Норвегія   | 0  | ½  | ½  | 0  | 0  | 2½ | ½  | 0  | ½  | 1  | 2  | 2  | 1  | 1  | ×  | 3½ | 15   | 6  | 2    | 2    | 11   |
| 16    | Греція     | 0  | 1  | 0  | ½  | 0  | 1  | ½  | 2  | ½  | 1½ | ½  | 1½ | ½  | 2  | ½  | ×  | 12   | 2  | 0    | 2    | 13   |

## Турнірна таблиця
| №  | Країна     | Склад команди (виділено гравця з найкращим результатом)                                                  | Очки |
| -- | ---------- | --- | ---- |
| 1  | Югославія  | Светозар Глігорич, Вася Пірц, Петар Трифунович, Браслав Рабар, Мілан Відмар мол., Стоян Пуч              | 45½  |
| 2  | Аргентина  | Міґель Найдорф, Хуліо Болбочан, Карлос Ґімард, Гектор Россетто, Герман Пілнік                            | 43½  |
| 3  | ФРН        | Вольфґанґ Унцікер, Лотар Шмід, Ґерхард Пфейффер, Людвіґ Релстаб, Ганс-Гілмар Стаудте                     | 40½  |
| 4  | США        | Самуель Решевський, Герман Стайнер, Ізрейєл Алберт Горовіц, Джордж Шеінсвіт, Джордж Креймер, Ларрі Еванс | 40   |
| 5  | Нідерланди | Макс Ейве, Теодор ван Схелтінґа, Лодевейк Прінс, Ніколаас Кортлевер, Хайє Крамер, Ян Доннер              | 37   |
| 6  | Бельгія    | Альберік О'Келлі де Галвей, Артур Дункельблюм, Поль Дево, Жорж Тібо Вібот, Карл ван Схоор                | 32   |
| 7  | Австрія    | Альфред Бені, Ганс Бусек, Ганс Мюллер, Карл Палда, Ганс Ламберт                                          | 31½  |
| 8  | Чилі       | Маріано Кастілло, Родріго Флорес, Рене Летельє, Алехандро Маччіоні                                       | 30½  |
| 9  | Франція    | Ксав'є Тартаковер, Ніколас Россолімо, Клод Уґо, Стефан Кестен, Шанталь Шоде де Сілан, Робер Крепо        | 28½  |
| 10 | Фінляндія  | Ееро Боок, Каарле Оянен, Реіно Ніємі, Ілмарі Ніємела, Сойні Хелле, Харрас Хейкінхеймо                    | 28   |
| 11 | Швеція     | Крістіан Скьолд, Інґе Йохансон, Аллан Бергквіст, Нільс Берґквіст, Стуре Ліндквіст, Ааке Стенборг         | 27½  |
| 12 | Італія     | Вінченцо Кастальді, Вінченцо Нестлер, Джорджіо Поррека, Альберто Джустолізі, Джузеппе Прімавера          | 25   |
| 13 | Данія      | Крістіан Поульсен, Харальд Еневольдсен, Ейґіл Педерсен, Мойзес Купферстіч, Гартвіґ Нілсен                | 22   |
| 14 | Перу       | Естебан Канал, Хуліо Сумар, Маріо Запата, Феліпе Пінзон Соліс                                            | 21½  |
| 15 | Норвегія   | Ерлінґ Мюре, Оґе Вестол, Отто Моркен, Гаррі Конгсхавн, Гаакон Опсал                                      | 15   |
| 16 | Греція     | Фотіс Мастіхіадіс, Панайотіс Панагопулос, Арістідес Зографакіс, Іоанніс Булаханіс, Арістоґейтон Отонеос  | 12   |
Нагороди за найкращі результати на 1-6 шахівницях відповідно отримали: Міґель Найдорф ( Аргентина), Вольфганг Унцікер ( ФРН), Хуліо Болбочан ( Аргентина), Петар Трифунович ( Югославія), Браслав Рабар ( Югославія), Герман Пілнік ( Аргентина), Ларрі Еванс ( США).